# Sanfilippodytes brumalis
Sanfilippodytes brumalis är en skalbaggsart som först beskrevs av Brown 1930.  Sanfilippodytes brumalis ingår i släktet Sanfilippodytes och familjen dykare. Inga underarter finns listade i Catalogue of Life.